# 알렉세이 스투코프
알렉세이 스투코프(Alexei Stukov)는 스타크래프트 시리즈의 1과 2에 출연하는 인물로, 4명의 자식을 두었고, 한때 스타크래프트1에선 UED의 듀갈 제독과 오랜 친구 사이였으며 영리한 전술가였지만 듀란의 배신에 의해 사망하게 된다. 후에 우주장으로 장례식이 치러지나, 그 시체가 저그에게 거둬져 감염되었고 스타크래프트 64에서 레이너와 탈다린에 의해 치료되어 감염상태에서 해방된다. (스타크래프트1(64 포함) 캠페인의 전개 내용)
감염이 치료 된 후 뫼비우스 재단으로 보내졌고, 나루드(듀란)에 의해 서서히 다시 감염된 상태로 돌아온다. (하지만 전과 다르게 정교하게 유전자 조작이 되었고 누군가의 지배를 받지는 않는다.)
군단의 심장에서는 이에 분노한 스투코프가 케리건과 손잡고 나루드(듀란)를 저지한다. 
케리건이 나루드를 죽일 수 있었던 이유 중 하나가 바로 스투코프의 조언과 도움이 있었기 때문이다. (스타크래프트2 군단의 심장 전개 내용)